# Robert Moreno
Robert Moreno González (* 19. September 1977 in L’Hospitalet de Llobregat) ist ein spanischer Fußballtrainer. Er begann seine Trainerlaufbahn im Jugend- und Amateurbereich und arbeitete fortan einige Jahre als Co-Trainer von Luis Enrique. 

## Karriere

### Co-Trainer unter Luis Enrique
Moreno begann früh seine Trainerkarriere und war zunächst in der Jugendabteilung der Vereine Penya Blaugrana Collblanc, CE L'Hospitalet, UE Castelldefels und CF Damm aktiv. 2010 holte ihn Luis Enrique zur zweiten Mannschaft des FC Barcelona. Zur Saison 2011/12 folgte er Luis Enrique zur AS Rom und verließ mit ihm den Verein nach einem Jahr. Nachdem beide in der Saison 2012/13 ohne Anstellung gewesen waren, wurde Moreno unter Luis Enrique zur Saison 2012/13 Co-Trainer von Celta Vigo. Zur Saison 2014/15 folgte er Luis Enrique zum FC Barcelona, mit dem sie im ersten Jahr Champions-League-Sieger, Meister und Pokalsieger wurden. Im weiteren Verlauf ihrer Tätigkeit folgten die Meisterschaften 2016, die Pokalsiege 2016 und 2017, der UEFA Super Cup 2015, die Klub-Weltmeisterschaft 2015 und der spanische Supercup 2016. Nach dem Rücktritt von Luis Enrique nach der schwächeren Saison 2016/17 verließ auch Moreno den Verein. Zur Saison 2017/18 kehrte Moreno zu Celta Vigo zurück und assistierte fortan Juan Carlos Unzué, der zuvor in Vigo und Barcelona ein weiterer Co-Trainer von Luis Enrique gewesen war.

### Spanische Nationalmannschaft
Als Luis Enrique im Juli 2018 Cheftrainer der spanischen Nationalmannschaft wurde, wurde  Moreno wieder sein Co-Trainer. Da Luis Enrique im März 2019 aus privaten Gründen nicht beim Länderspiel gegen Malta anwesend sein konnte, stand Moreno beim 2:0-Sieg an der Seitenlinie. Luis Enrique konnte ebenfalls nicht im Juni 2019 bei den Länderspielen gegen Färöer (4:1) und Schweden (3:0) auf die Trainerbank zurückkehren, weshalb Moreno ihn auch in diesen Spielen vertrat. Am 19. Juni 2019 trat Luis Enrique als Cheftrainer zurück und Moreno wurde zu seinem Nachfolger berufen. Ende August 2019 verstarb die Tochter von Luis Enrique im Alter von 9 Jahren an Knochenkrebs. Nachdem sich die Mannschaft unter Moreno erfolgreich für die Europameisterschaft 2021 (zunächst geplant für 2020) qualifiziert hatte, wurde im November 2019 Luis Enrique wieder zum Nationaltrainer ernannt. Moreno hatte im September verkündet, aufgrund der Freundschaft zu Luis Enrique wieder die Funktion des Co-Trainers zu übernehmen, falls dieser zurückkehren wolle. Nachdem er jedoch am Vortag in der Halbzeit des Qualifikationsspiels gegen Rumänien (5:0) über die Presse von seiner Ablösung erfahren hatte, verließ er den Verband. Luis Enrique gab auf seiner Vorstellungspressekonferenz an, für den Abgang von Moreno verantwortlich zu sein. Moreno habe ihm erklärt, ihm erst nach der Europameisterschaft wieder den Cheftrainerposten zu überlassen und sein Co-Trainer zu werden. Luis Enrique bezeichnete Moreno als „illoyal“ und kündigte an, nicht mehr mit ihm zusammenarbeiten zu wollen. Moreno widersprach diesen Darstellungen.

### Über Monaco nach Granada
Am 30. Dezember 2019 übernahm Moreno das Ligue-1-Team der AS Monaco, das nach dem 19. Spieltag der Saison 2019/20 mit 28 Punkten auf dem 7. Platz stand, als Nachfolger von Leonardo Jardim. Er erhielt einen Vertrag mit einer Laufzeit bis zum 30. Juni 2022. Die Saison wurde im März 2020 aufgrund der COVID-19-Pandemie unter- und später abgebrochen. Die AS Monaco belegte nach einer Quotientenregelung den 9. Platz. Mitte Juli 2020 wurde Moreno freigestellt und kurz danach Niko Kovač als neuer Trainer in Monaco vorgestellt. In der Saison 2020/21 war Moreno vereinslos.
Zur Saison 2021/22 übernahm Moreno den spanischen Erstligisten FC Granada. Er unterschrieb einen Vertrag bis zum 30. Juni 2023. Nach neun Spielen ohne Sieg und auf dem 17. Platz stehend wurde er im März 2022 entlassen.

## Sonstiges
Moreno studierte Internationalen Handel.